# Seguridad Social
Seguridad Social est un groupe espagnol de rock, originaire de Benetússer et Alfafar, dans la communauté valencienne.

## Histoire

### Années 1980—2010

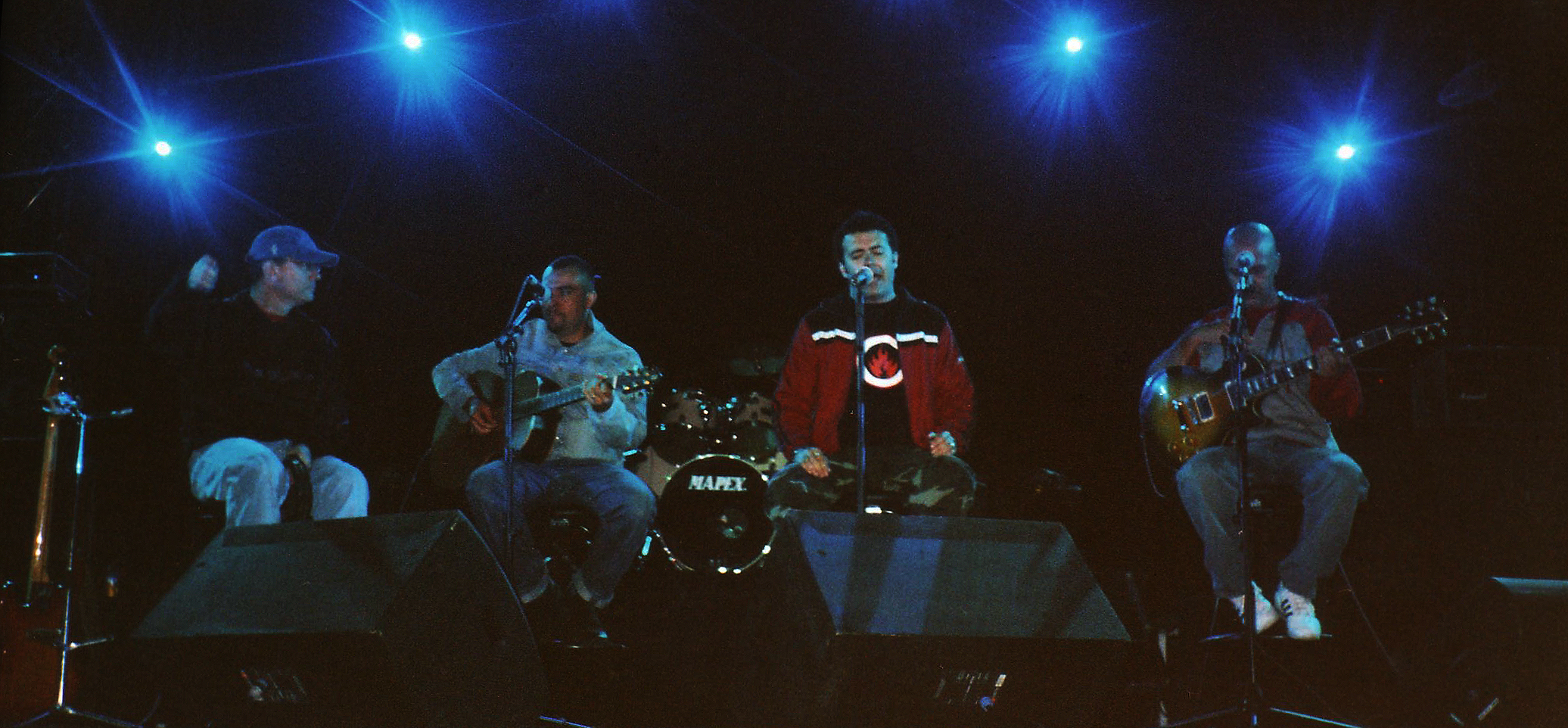
Seguridad Social, en concert (Burgos, 2003).

Le groupe est formé en 1982. En 1985, le groupe joue à un concours organisé par le festival de Benidorm faisant participer des groupes nationaux de pop et rock. Seguridad Social l'emporte dans la Communauté valencienne. La deuxième phase consiste en un concours de démos entre les 17 participants. Le groupe présente Comerranas et No es fácil ser Dios, et se classe premier des 6 groupes qui poursuivent le concours. Pour atteindre la finale, un jury décide quels étaient les 3 finalistes, Seguridad Social étant l'un d'entre eux. La grande finale s'est déroulée dans les arènes de Benidorm, le groupe ouvre la soirée et a été clôturé par l'artiste invité pour l'occasion, Joe Cocker. Bien qu'ils aient terminé à la deuxième place, des contacts ont été pris avec WEA et EMI pour les signer. Après la déception de ne pas avoir gagné le festival, et grâce au tremplin qu'il leur a offert, ils jouent un été plein de concerts.
En 1986, les apparitions du groupe n'étaient pas nombreuses. Les managers qu'ils avaient ne se concentraient pas sur le groupe et la plupart du temps, ils étaient sans manager. Les quelques concerts qu'ils ont donnés étaient dus à la bonne réputation qu'ils avaient dans la région. Comme ils n'avaient pas beaucoup de concerts, ils passaient tout leur temps à répéter et à préparer de nouvelles chansons. Ils s'orientent vers de nouveaux styles, s'éloignant du punk. Ils commencent à enregistrer un nouvel album dans les studios Bali de Vall d'Uixò (Castellón), grâce à un petit label appelé Xiu Xiu. Au milieu du processus d'enregistrement, Miguel Jiménez, qui avait son propre magasin de disques d'importation, se présente. Après une rencontre avec José Manuel dans un bar, il commence à travailler pour le groupe en tant que manager. L'album s'intitule La Explosión de los pastelitos de merengue,, avec le premier single El Tuerto es el rey.
Pour l'album Vino, tabaco y caramelos (1988), ils décident de faire appel au producteur, également originaire de Valence, Vicente Sabater. À la recherche de quelque chose de nouveau pour l'album, José Manuel pense à Bruno Lomas, qu'il suivait depuis des années. Tout le groupe est d'accord. Malgré la différence de génération entre Lomas et le groupe, ils s'intègrent parfaitement, tous désireux d'essayer de nouvelles choses. Pour cette collaboration, il n'y a pas de répétitions, la chanson est improvisée à deux voix, et l'enregistrement est terminé en deux prises. Il s'agit de Todo por el aire, extrait de ce qui allait être leur œuvre, Vino, tabaco y caramelos.
En 2002, pour fêter leurs 20 ans de carrière, ils sortent Gracias por las molestias, une compilation qui comprend 18 grands succès et 2 titres inédits. L'album comprend également un DVD avec tous les clips vidéo.

### Années 2020
Au cours de l'année 2022, le groupe entame une tournée qui le mène à des concerts et des festivals, ainsi qu'à une croisière en Méditerranée. Ils présentent un répertoire de chansons qui couvre l'ensemble de leur carrière. Le 29 décembre 2022, le conseil municipal de Valence décerne au groupe le prix du mérite culturel de Valence. La tournée est prolongée jusqu'en 2023 car, en raison de la pandémie, certains événements n'ont pas pu être organisés normalement.
Le spectacle Seguridad Social y amigos est faite le 3 mars 2023 dans les Jardines de Vivero, à Valence. Le groupe présentera les collaborations de : Sole Giménez, Miguel Costas, Javier Ojeda, Pablo Carbonell, Carlos Segarra, Manuel España et Chimo Bayo. Le concert sera présenté par El Pulpo. Le répertoire du concert comprendra des chansons de chaque artiste présent sur scène.

## Membres

### Membres actuels
- José Manuel Casañ - chant
- Javi Vela - guitare, chœurs
- Jorge Molina - basse, chœurs
- Víctor Traves - batterie

### Anciens membres
- Rafa Villalba - batterie
- Alex Olías - basse
- Salva Marí - batterie
- Rafa Montañana - batterie
- Arístides Abreu - guitare
- Alberto Tarín - guitare
- Ismael Vivó - batterie
- Santiago Serrano - guitare
- Tony Palmer - batterie
- Cristóbal Perpinya - guitare
- Emilio Docena - basse
- Julián Nemesio - batterie
- José Antonio Cuesta - basse
- Salva Ortiz - batterie
- Javier Forment - batterie

## Discographie
- 1984 : En desconcierto
- 1985 : Sólo para locos
- 1987 : La Explosión de los pastelitos de merengue
- 1988 : Vino, tabaco y caramelos
- 1990 : Introglicerina
- 1991 : Que no se extinga la llama
- 1993 : Furia latina
- 1994 : Compromiso
- 1994 : De amor
- 1996 : Un beso y una flor
- 1997 : En la boca del volcán
- 1999 : Camino vertical
- 2000 : Va por ti
- 2002 : Grandes éxitos
- 2003 : Otros mares
- 2005 : Puerto escondido
- 2007 : 25 Años de Rock&Roll
- 2009 : Clásicos del futuro
- 2011 : El Mundo al día en 80 vueltas
- 2013 : ...Por siempre jamás (CD+DVD) (album live)
- 2017 : La Encrucijada (livre + CD)